# Xin Zhou
Xin Zhou (* 16. Dezember 1955) ist ein chinesischer Mathematiker, der sich mit Partiellen Differentialgleichungen und Integrablen Systemen der mathematischen Physik befasst.
Xin Zhou erwarb 1982 sein Physikdiplom an der Chinesischen Akademie der Wissenschaften in Peking. 1988 wurde er an der University of Rochester bei Adrian Iosif Nachman in Mathematik promoviert. Er war Associate und später Full Professor an der Duke University.
Er befasst sich mit dem ein- und zweidimensionalen inversen Streuproblem unter Anwendung von Methoden aus dem Umkreis des Riemann-Hilbert-Problems. Außerdem befasst er sich mit Zufallsmatrizen. Er arbeitete unter anderem mit Percy Deift zusammen.
1999 war er Guggenheim Fellow und 1998 erhielt er den George-Pólya-Preis mit Percy Deift und Peter Sarnak.